# Guerra cecoslovacco-ungherese
La guerra cecoslovacco-ungherese, o campagna del Nord (in ungherese északi hadjárat), venne combattuta tra la Repubblica Sovietica Ungherese e la Prima Repubblica cecoslovacca da aprile a giugno 1919.

## Antefatti

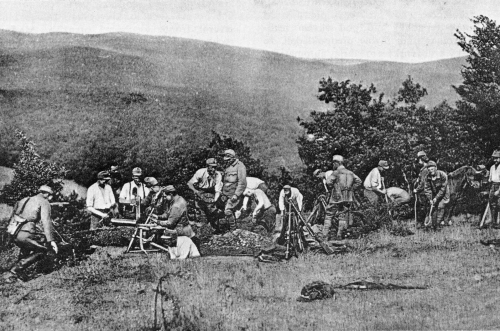
Soldati cecoslovacchi combattono contro l'Armata Rossa ungherese nel maggio 1919

Alla fine del 1918, l'ultimo anno della prima guerra mondiale, il collasso dell'Austria-Ungheria portò alla dichiarazione d'indipendenza della Cecoslovacchia. Il nuovo stato proclamato voleva garantire il successo delle proprie rivendicazioni territoriali ed iniziò un attacco.
Durante la guerra, l'Armata Rossa ungherese combatté battaglie separate contro le truppe della Cecoslovacchia e della Romania, e  venne fortemente e diplomaticamente coinvolta anche la Francia. Nella fase finale della guerra, erano stati coinvolti più di 120 000 soldati di entrambe le parti.
Facendo appello agli ungheresi con la promessa di riconquistare la terra persa ai paesi vicini entro una settimana dalla sua ascesa al potere, Béla Kun dichiarò guerra alla Cecoslovacchia, che avrebbe aumentato il suo sostegno interno mantenendo la sua promessa di ripristinare i confini dell'Ungheria. L'esercito ungherese reclutò uomini di età compresa tra i 19 ed i 25 anni. I lavoratori dell'industria di Budapest si offrirono volontari e molti ex ufficiali austro-ungarici si arruolarono nuovamente per patriottismo. L'esercito ungherese spostò la sua 1ª e 5ª Divisione di artiglieria (40 battaglioni) nell'Alta Ungheria (parzialmente l'odierna Slovacchia). Il contrattacco ungherese venne lanciato il 9 maggio 1919 nell'area di Hatvan. Il 20 maggio 1919, il colonnello Aurél Stromfeld attaccò in forze e mise in rotta le truppe cecoslovacche da Miskolc (Miškovec), riconquistando anche Košice e Prešov (Eperjes), con successo separava gli eserciti cecoslovacco e rumeno l'uno dall'altro. Attraverso quell'azione di successo, l'Ungheria controllava il territorio fino ai suoi vecchi confini settentrionali e riprese il controllo delle aree industriali intorno a Miskolc, Salgótarján e Banská Štiavnica (Selmecbánya).

## Proclamazione della Repubblica Sovietica Slovacca e collasso morale dell'esercito
Nonostante le promesse comuniste sul ripristino degli ex confini dell'Ungheria, i comunisti dichiararono l'istituzione della Repubblica Sovietica Slovacca a Prešov il 16 giugno 1919. Dopo la proclamazione della Repubblica Sovietica Slovacca, i nazionalisti e i patrioti ungheresi si resero presto conto che il nuovo governo comunista non aveva intenzione di riconquistare i territori perduti, ma solo di diffondere l'ideologia comunista e stabilire altri stati comunisti in Europa, sacrificando così gli interessi nazionali ungheresi. Nonostante la serie di vittorie militari contro l'esercito cecoslovacco, l'Armata Rossa ungherese iniziò a disintegrarsi a causa della tensione fondamentale tra patrioti e comunisti durante l'istituzione della Repubblica Sovietica Slovacca Indipendente, e quella concessione scosse il sostegno popolare e militare del governo comunista, in particolare tra gli ufficiali militari professionisti, i patrioti e i nazionalisti dell'Armata Rossa ungherese. Anche il capo di stato maggiore Aurél Stromfeld, infatti, rassegnò le dimissioni per protesta.

## Ribaltamento del combattimento
Nel frattempo, l'esercito cecoslovacco era cambiato. I pochi comandanti italiani inaffidabili vennero sostituiti da generali ec ufficiali francesi. Il capo della 2ª Divisione fanteria cecoslovacca appena organizzata era il colonnello della legione francese e veterano della legione straniera Josef Šnejdárek. Si formarono battaglioni e reggimenti spezzati nelle battaglie precedenti e, insieme a nuove unità, si ritirarono su un terreno montuoso da una linea difensiva all'altra. A Šnejdárek bastò una settimana per consolidare le truppe subordinate e prepararle per azioni offensive.

### La battaglia di Zvolen (Zólyom)
La mattina del 10 giugno, la 2ª Brigata fanteria lanciò un attacco dimostrativo contro Zvolen (Zólyom). La sua ala sinistra apparve sorprendentemente nel fianco delle truppe ungheresi, l'ala destra entrò a Banská Štiavnica (Selmecbánya). Tutti gli attacchi ungheresi del giorno successivo vennero respinti e la 2ª Divisione continuò ad attaccare. Šnejdárek cambiò la direzione dell'attacco e il 13 giugno ordinò un attacco di aggiramento a Zvolen. Dopo quattro ore di combattimento, le sue truppe occuparono le dimensioni dominanti ed iniziarono ad attaccare le posizioni chiave della difesa ungherese. Verso mezzogiorno, la prima unità di soldati scelti e la retroguardia vennero sfondate ad una profondità di 10 chilometri. L'intero flusso centrale di Hron (Garam) venne affidato al controllo cecoslovacco e il comando ungherese non aveva più riserve per sfondare la breccia.

## Conseguenze
La riconquista di Zvolen significò un'inversione di tendenza del combattimento. L'esercito cecoslovacco prese l'iniziativa e attaccò gli ungheresi in due direzioni: Levice (Léva) e Lučenec (Losonc). Le battaglie settimanali esplosero e tutti i progressi ungheresi vennero esauriti. Il comando dell'esercito ungherese accettò il cessate il fuoco e si ritirò sulla linea di demarcazione. I soldati cechi, la maggior parte dei quali avevano combattuto nella prima guerra mondiale nelle file dell'esercito austro-ungarico e dei volontari dell'esercito slovacco, dimostrarono di essere bravi quanto la legione cecoslovacca che era ancora in Russia nel 1919.